# Will Parry
Will Parry é um personagem criado pelo escritor britânico Philip Pullman e utilizado em sua trilogia His Dark Materials. É o herói da trilogia junto com Lyra Belacqua.

## Vida
Will Parry é o filho de John Parry, um explorador, e Elaine Parry, uma mulher que sofre de problemas mentais incluindo transtorno obsessivo-compulsivo e esquizofrenia. Will se torna a companhia e eventualmente o namorado de Lyra, e também o portador da faca sutil depois de vencer um luta na Torre Degli Angeli, em que perde o dedo mínimo e anular da mão esquerda. Esse ferimento só sarou com musgo-sanguíneo que seu pai lhe deu, antes de saber que eram parentes, resistindo até a um feitiço de Serafina Pakkala e suas feiticeiras.
Quando tinha sete anos, percebeu que alguns dos medos da mãe estavam apenas na cabeça dela, porém não todos. Quando ele já tinha 12 (doze) anos, alguns homens pediram para falar com sua mãe sobre seu pai, a deixando nervosa, o que obrigou Will a expulsá-los. Eventualmente descobre que estão atrás de um estojo de couro verde, onde estavam cartas do seu pai para sua mãe. Ele deixa então sua mãe com sua antiga professora de piano, descobre onde o estojo está, mas os homens chegam e Will empurra um deles do alto da escada de sua casa. Só que sua gata Moxie estava atrás, então o homem tropeçou nela, caiu e bateu com a cabeça na mesa, morrendo.
Ao fugir, ele utiliza seu talento de "ficar invisível", que na verdade se trata de não ser notado, ele se mistura com as outras pessoas e não chama atenção. De noite, ele para, cansado, sem saber onde dormir, e encontra uma gata. Ao observá-la, Will a vê se comportando estranhamente e observa incrédulo quando ela desaparece. Se aproximando, ele descobre a janela para outro mundo.Neste outro mundo ele se vê sozinho,até encontrar Lyra escondida com seu Daemon em uma casa abandonada.

## Aparições na mídia
Na série de TV "Fronteiras do Universo" é interpretada pela Amir Wilson.